# EC 1.3.1
La EC 1.3.1 è una sotto-sottoclasse della classificazione EC relativa agli enzimi. Si tratta di una sottoclasse delle ossidoreduttasi che include enzimi che agiscono su donatori di elettroni aventi gruppi CH-CH e su accettori come NAD+ o NADP+.

## Enzimi appartenenti alla sotto-sottoclasse
| numero EC   | nome accettato                                                          |
| ----------- | ----------------------------------------------------------------------- |
| EC 1.3.1.1  | diidrouracile deidrogenasi (NAD+)                                       |
| EC 1.3.1.2  | diidropirimidina deidrogenasi (NADP+)                                   |
| EC 1.3.1.3  | delta4-3-ossosteroide 5beta-reduttasi                                   |
| EC 1.3.1.4  | cortisone alfa-reduttasi                                                |
| EC 1.3.1.5  | cucurbitacina delta23-reduttasi                                         |
| EC 1.3.1.6  | fumarato reduttasi (NAD)                                                |
| EC 1.3.1.7  | meso-tartrato deidrogenasi                                              |
| EC 1.3.1.8  | acil-CoA deidrogenasi (NADP+)                                           |
| EC 1.3.1.9  | enoil-(proteina trasportante acili) reduttasi (NAD)                     |
| EC 1.3.1.10 | enoil-(proteina trasportante acili) reduttasi (NADPH B-specifica)       |
| EC 1.3.1.11 | 2-coumarato reduttasi                                                   |
| EC 1.3.1.12 | prefenato deidrogenasi                                                  |
| EC 1.3.1.13 | prefenato deidrogenasi (NADP+)                                          |
| EC 1.3.1.14 | orotato reduttasi (NAD)                                                 |
| EC 1.3.1.15 | orotato reduttasi (NADPH)                                               |
| EC 1.3.1.16 | beta-nitroacrilato reduttasi                                            |
| EC 1.3.1.17 | 3-metileneossindole reduttasi                                           |
| EC 1.3.1.18 | chinurenato-7,8-diidrodiolo deidrogenasi                                |
| EC 1.3.1.19 | cis-1,2-diidrobenzene-1,2-diolo deidrogenasi                            |
| EC 1.3.1.20 | trans-1,2-diidrobenzene-1,2-diolo deidrogenasi                          |
| EC 1.3.1.21 | 7-deidrocolesterolo reduttasi                                           |
| EC 1.3.1.22 | colestenone 5alfa-reduttasi                                             |
| EC 1.3.1.24 | biliverdina reduttasi                                                   |
| EC 1.3.1.25 | 1,6-diidrossicicloesa-2,4-diene-1-carbossilato deidrogenasi             |
| EC 1.3.1.26 | diidrodipicolinato reduttasi                                            |
| EC 1.3.1.27 | 2-esadecenal reduttasi                                                  |
| EC 1.3.1.28 | 2,3-diidro-2,3-diidrossibenzoato deidrogenasi                           |
| EC 1.3.1.29 | cis-1,2-diidro-1,2-diidrossinaftalene deidrogenasi                      |
| EC 1.3.1.30 | progesterone 5alfa-reduttasi                                            |
| EC 1.3.1.31 | 2-enoato reduttasi                                                      |
| EC 1.3.1.32 | maleilacetato reduttasi                                                 |
| EC 1.3.1.33 | protoclorofillide reduttasi                                             |
| EC 1.3.1.34 | 2,4-dienoil-CoA reduttasi (NADPH)                                       |
| EC 1.3.1.35 | fosfatidilcolina desaturasi                                             |
| EC 1.3.1.36 | geissoschizina deidrogenasi                                             |
| EC 1.3.1.37 | cis-2-enoil-CoA reduttasi (NADPH)                                       |
| EC 1.3.1.38 | trans-2-enoil-CoA reduttasi (NADPH)                                     |
| EC 1.3.1.39 | enoil-(proteina trasportante acili) reduttasi (NADPH, A-specifica)      |
| EC 1.3.1.40 | 2-idrossi-6-osso-6-fenilesa-2,4-dienoato reduttasi                      |
| EC 1.3.1.41 | xantommatina reduttasi                                                  |
| EC 1.3.1.42 | 12-ossofitodienoato reduttasi                                           |
| EC 1.3.1.43 | arogenato deidrogenasi                                                  |
| EC 1.3.1.44 | trans-2-enoil-CoA reduttasi (NAD+)                                      |
| EC 1.3.1.45 | 2'-idrossiisoflavone reduttasi                                          |
| EC 1.3.1.46 | biocanina-A reduttasi                                                   |
| EC 1.3.1.47 | alfa-santonina 1,2-reduttasi                                            |
| EC 1.3.1.48 | 15-ossoprostaglandina 13-ossidasi                                       |
| EC 1.3.1.49 | cis-3,4-diidrofenantrene-3,4-diolo deidrogenasi                         |
| EC 1.3.1.51 | 2'-idrossidaidzeina reduttasi                                           |
| EC 1.3.1.52 | 2-metil-branched-caina-enoil-CoA reduttasi                              |
| EC 1.3.1.53 | (3S,4R)-3,4-diidrossicicloesa-1,5-diene-1,4-dicarbossilato deidrogenasi |
| EC 1.3.1.54 | precorrina-6A reduttasi                                                 |
| EC 1.3.1.56 | cis-2,3-diidrobifenil-2,3-diolo deidrogenasi                            |
| EC 1.3.1.57 | floroglucinolo reduttasi                                                |
| EC 1.3.1.58 | 2,3-diidrossi-2,3-diidro-p-cumato deidrogenasi                          |
| EC 1.3.1.59 | 1,2-diidrossi-3-metil-1,2-diidrobenzoato deidrogenasi                   |
| EC 1.3.1.60 | dibenzotiofene diidrodiolo deidrogenasi                                 |
| EC 1.3.1.61 | tereftalato 1,2-cis-diidrodiolo deidrogenasi                            |
| EC 1.3.1.62 | pimeloil-CoA deidrogenasi                                               |
| EC 1.3.1.63 | 2,4-diclorobenzoil-CoA reduttasi                                        |
| EC 1.3.1.64 | ftalato 4,5-cis-diidrodiolo deidrogenasi                                |
| EC 1.3.1.65 | 5,6-diidrossi-3-metil-2-osso-1,2,5,6-tetraidrochinolina deidrogenasi    |
| EC 1.3.1.66 | cis-diidroetilcatecolo deidrogenasi                                     |
| EC 1.3.1.67 | cis-1,2-diidrossi-4-metilcicloesa-3,5-diene-1-carbossilato deidrogenasi |
| EC 1.3.1.68 | 1,2-diidrossi-6-metilcicloesa-3,5-dienecarbossilato deidrogenasi        |
| EC 1.3.1.69 | zeatina reduttasi                                                       |
| EC 1.3.1.70 | delta14-sterolo reduttasi                                               |
| EC 1.3.1.71 | delta24(241)-sterolo reduttasi                                          |
| EC 1.3.1.72 | delta24-sterolo reduttasi                                               |
| EC 1.3.1.73 | 1,2-diidrovomilenina reduttasi                                          |
| EC 1.3.1.74 | 2-alchenal reduttasi                                                    |
| EC 1.3.1.75 | divinil clorofillide a 8-vinil-reduttasi                                |
| EC 1.3.1.76 | precorrina-2 deidrogenasi                                               |
| EC 1.3.1.77 | antocianidina reduttasi                                                 |
| EC 1.3.1.78 | arogenato deidrogenasi (NADP+)                                          |
| EC 1.3.1.79 | arogenato deidrogenasi (NAD(P)+)                                        |